# 李轨
李轨（583年—619年），字處則，武威郡姑臧县（在今甘肃省武威市）人，其祖籍郡望出自赵郡李氏，后家族落武威籍，随以武威为郡望。隋末唐初时期河西地区割据者。
隋朝大业中，补鹰扬府司兵。大业十三年（617年），李軌自稱河西大涼王，建元安樂，武德元年（618年），唐高祖李渊為了進攻薛舉，遣使給李軌送來璽書，稱李軌為從弟。十一月，李軌佔河西（今甘肅河西走廊）五郡之地，改稱涼帝，並遣人奉書給唐高祖，自稱從弟、大涼皇帝臣軌。武德二年（619年）五月，唐高祖派安兴贵劝李轨降唐，安兴贵劝李轨降唐无效，遂与其弟戶部尚書安修仁密谋，勾結胡兵发动兵变，城中人爭出就興貴，李軌見大勢已去，攜同妻子登上玉女台，飲酒告別，李轨被俘，送往長安与诸弟、诸子一同問斬。

## 家庭

### 兄弟
- 李懋

### 子女
- 太子李伯玉
- 李仲琰

## 延伸阅读
[在维基数据编辑]
 《舊唐書/卷55》，出自刘昫《舊唐書》
 《新唐書·卷086》，出自《新唐書》